# Chelodina reimanni
Chelodina reimanni е вид костенурка от семейство Змиеврати костенурки (Chelidae). Видът е почти застрашен от изчезване.

## Разпространение
Разпространен е в Индонезия.